# Gopo pentru cel mai bun film de scurt metraj
Gopo pentru cel mai bun film de scurt metraj este unul dintre premiile acordate în cadrul galei Premiilor Gopo.
Sunt considerate eligibile producțiile românești realizate în cursul anului precedent (sau cel mult cu doi ani înainte, cu condiția să nu fi fost prezentate pe ecrane, TV sau în circuitul festivalier până la data desfășurării Galei Premiilor Gopo din anul precedent). Toate aceste producții trebuie să fi fost prezentate pe ecrane, TV sau în circuitul festivalier (național și internațional) în cursul anului anterior Galei. 
Câștigătorii și nominalizații acestei categorii sunt:

## Anii 2000
- 2007 Lampa cu căciulă - producător Ada Solomon, regizor Radu Jude
  - Examen - regizor Paul Negoescu
  - Marilena de la P7 - regizor Cristian Nemescu
  - Vineri în jur de 11 - regizor Iulia Rugină

- 2008 Valuri - regizor Adrian Sitaru
  - Dimineața - regizor Radu Jude
  - Interior. Scară de bloc - regizor Ciprian Alexandrescu
  - Târziu - regizor Paul Negoescu

- 2009 Alexandra - regizor Radu Jude
  - Cucul - regizor Cecília Felméri
  - O zi bună de plajă - regizor Bogdan Mustață
  - Palmele - regizor George Chiper

## Anii 2010
- 2010 Nunta lui Oli - regizor Tudor Cristian Jurgiu
  - Înainte și după 22/12/1989 - regizor Andrei Cohn
  - Renovare - regizor Paul Negoescu
  - Zgomot alb - regizor Marius Pandele

- 2011 Colivia - regizor Adrian Sitaru
  - Captivi de Crăciun - regizor Iulia Rugină
  - Matei, Matei - regizor Cecília Felmèri
  - Oxigen - regizor Adina Pintilie
  - Strung love - regizor Victor Dragomir

- 2012 Apele tac  – regizor Anca Miruna Lăzărescu
  - Film pentru prieteni  – regizor Radu Jude
  - Gutuiul japonez  – regizor Mara Trifu
  - Hello Kitty  – regizor Millo Simulov
  - Stremț '89  – regizor Dragoș Dulea, Anda Pușcaș

- 2013 Chefu’  – regizor Adrian Sitaru
  - Blu  – regizor Nicolae Constantin Tănase
  - De azi înainte  – regizor Dorian Boguță
  - Pastila fericirii  – regizor Cecilia Felmeri
  - Tatăl meu e cel mai tare  – regizor Radu Potcoavă

- 2014 O umbră de nor  – producător Ada Solomon, regizor Radu Jude
  - Brigada neagră  – producător Andrei Nicolae Teodorescu, Silviu Florin Ionescu, regia Andrei Nicolae Teodorescu
  - Idle  – producător Anca Vlăsceanu, Daniel Drăghici, regia Raia Al Souliman
  - Mâine, Bach...  – producător Eugen Matei Lumezianu, Eduard Haris, regia Dorian Boguță
  - Treizeci  – producător Gabi Suciu, regia Victor Dragomir

- 2015 O scurtă istorie – ASTRA FILM  – producător: Fundația Astra Film Sibiu, regia: Carmen Lidia Vidu
  - Alice  – producător: U.N.A.T.C, regia: Isabela Tent
  - Another day of mankind  – producător: Alexandru Vlad (Facultatea de Teatru și Televiziune, Brașov), regia: Alexandru Vlad
  - Brudina  – producător: U.N.A.T.C, regia: Dragoș Hanciu
  - Iulian  – producător: Alex Mironescu (U.N.A.T.C), regia: Alex Mironescu

- 2016  — Ramona  – producători Andrei Crețulescu, Radu Stancu, Claudiu Mitcu (Kinnoseur Prod, deFilm, Wearebasca), regia Andrei Crețulescu
  - Black Friday  – producător UNATC "I.L.Caragiale" București, regia, Roxana Stroe,
  - Dispozitiv 0068  – producător Iuliana Tarnovețchi (Alien Film), regia, Radu Bărbulescu,
  - În care eroina se ascunde și apoi are parte de o întâlnire neașteptată  – producător Cătalin Drăghici (Wise Factor), regia Tudor Cristian Jurgiu
  - Nu există-n lumea asta  – producător, Andreea Vălean (Amoidee), regia, Andreea Vălean

- 2017 — 4:15 PM Sfârșitul lumii  – producători Adina Sădeanu, Alex Crăciun (Axis Media Production, Flama Booking), regia Cătălin Rotaru, Gabi Virginia Șarga
  - Ninel  – producător Ada Solomon, Călin Peter Netzer (Parada Film), regia Constantin Popescu
  - Pipa, sexul și omleta  – producător Carla Fotea (UNATC "I.L.Caragiale" București), regia Ana-Maria Comănescu
  - Mă cheamă Costin  – producător Claudiu Mitcu, Ioachim Stroe, Robert Fița (Wearebasca), regia Radu Potcoavă
  - Proiecționistul  – producător Anda Ionescu (CitiZenit, Alien Film), regia Norbert Fodor

- 2018 — Scris/Nescris  – producător: Anamaria Antoci, Adrian Silișteanu (4 Proof Film), regia: Adrian Silișteanu
  - Alb  – producător: Smaranda Sterian, Paul Cioran (Boom Film), regia Paul Cioran
  - Chers Amis  – producător: Valeriu Andriuță (Asociatia Cinemascop), regia Valeriu Andriuță
  - Cumulonimbus  – producător: Ana Maria Pîrvan (Storyscapes / Studio Set), regia: Ioana Mischie
  - O noapte în Tokoriki  – producător: Natalia Gurău (UNATC "I.L.Caragiale" București), regia: Roxana Stroe (regizor)

- 2019 — Cadoul de Crăciun  – producător: Bogdan Mureșanu, Vlad Iorga (Kinotopia), regia: Bogdan Mureșanu
  - Miss Suenno  – producător: Claudiu Mitcu, Ioachim Stroe, Robert Fita (We are Basca), regia Radu Potcoavă
  - Iederă  – producător: Sarra Tsorakidis, Paul Negoescu, Vladimir Dembinski (AutoLook Productions, Papillon FIlm, Popski), regia Sarra Tsorakidis
  - Granițe / Borders  – producător: Daniel Mitulescu, (Strada Film), regia: Andra Chiriac
  - Karmasutra  – producător: Cristian Bota (Bota Film), regia: Cristian Bota

## Anii 2020
- 2020 
  - Scurtmetraj de ficțiune— Havana Cuba  – producător: Tudor Giurgiu (Libra Films), regia Andrei Huțuleac
    - Afganistanii  – producător: Anamaria Antoci (Domestic Film), regia: Adrian Silișteanu
    - Celed  – producător: Anghel Damian, Anca Damian (Michelangelo Films), regia Anghel Damian
    - Opinci  – producător: Bianca Oana, Sorin Baican, Dan Mateescu (Studioset), regia: Anton Groves, Damian Groves
    - Ultimul drum spre mare  – producător: Marcian Lazăr, (Axel Film), regia: Adi Voicu

- - Scurtmetraj documentar— El iubește ochii mei  – producător: Viktoria Janssen, Lisa Wischer, Enxhi Rista (U.N.A.T.C. I.L.Caragiale, Film University Babelsberg KONRAD WOLF), regia: Enxhi Rista
    - Munca noastră cea de toate zilele  – producător: Viktoria Janssen (U.N.A.T.C. I.L.Caragiale, Film University Babelsberg KONRAD WOLF), regia Lucia Chicoș
    - Trofeul Tinereții  – producător: Mădălina Butnariu, regia Răzvan Oprescu

- 2021 
  - Scurtmetraj de ficțiune— În noapte  – producător: Irena Isbășescu, Adrian Sitaru, regia: Ana Pasti
    - Kaimos  – producător: Paul Negoescu, regia Sarra Tsorakidis
    - Laila  – producător: Paul Negoescu, regia Raya Al Souliman
    - Ținutul care nu doarme niciodată  – producători: Andra Tarara, David Schwartz, regia: Andra Tarara, David Schwartz

- - Scurtmetraj documentar— Cerbul a trecut prin fața mea  – producător: Vlad Petri, regia Vlad Petri
    - Apropieri  – producător: Ioana Grigore, regia: Ioana Grigore
    - Totul pentru Riana  – producători: Mihai Gavril Dragolea, Ioana Lascăr, regia Mihai Gavril Dragolea
    - Venim pe rând și mergem pe sărite  – regia Mihnea Toma

- - Scurtmetraj de animație— Moartea și cavalerul  – producători: Tudor Giurgiu, Adriana Bumbeș, regia Radu Gaciu
    - Candy Can  – producător: Mihai Mitrică, regia: Anton Octavian
    - Cântec de leagăn  – producător: Mihai Mitrică, regia Paul Mureșan
    - Sașa și Petre  – regia Luca Istodor

- 2022 
  - Scurtmetraj de ficțiune— Prin oraș circulă povești de dragoste  – regia: Carina Gabriela Dașoveanu
    - Eu sunt Dorin  – producători: Iulia Andriuță, Florin Șerban, regia: Valeriu Andriuță
    - Extravaganzia mare, blat subțire, sos iute  – producători: Carol Ionescu, Andrei Redinciuc, regia: Andrei Redinciuc
    - Interfon 15  – producători: Ana Maria Gheorghe, Alexandru Teodorescu, regia: Andrei Epure
    - Șoarecele B  – producători: Anca Puiu, Claudiu Mitcu, regia: Ioachim Stroe
    - When Night Meets Dawn  – producători: Gabriela Suciu Pădurețu, Andreea Cristina Borțun, regia: Andreea Cristina Borțun

- - Scurtmetraj documentar— Același vis  – producător: Vlad Petri, regia: Vlad Petri
    - In a family  – regia: Teodor Ioniță
    - Triplex confinium  – regia: Maria Bălănean
    - Tu, ăla cu mustață!  – producător: Boeru Alin, regia: Răzvan Oprescu

- 2023 
  - Scurtmetraj de ficțiune— Vreau să sparg sera  – producători: Ioana Bogdana, Andra Gheorghiu, regia: Teona Galgoțiu
    - Eu și sora mea  – producător: Daniel Nuță, regia: Theodor Ioniță
    - Ńeale azbuirătoare  – producători: Stere Gulea, Kristina Konrad, regia: Alexandra Gulea
    - Potemkiniștii  – producător: Ada Solomon, regia: Radu Jude
    - Rutina de dimineață  – regia: Robert Kocsis

- - Scurtmetraj de animație— Viață de clovn  – producător: Claudiu Mitcu, regia: Ioachim Stroe
    - Degete de sticlă  – producător: Alina Gheorghe, regia: Alina Gheorghe
    - Sasha  – producător: Ioana Lascăr, Radu Stancu, regia: Serghei Chiviriga

- 2024 — Acolo unde bărcile nu ajung  – producător: Anamaria Antoci, regia: Vlad Buzăianu
  - Antrenamentul de noapte  – producător: Ligia Prodan, regia: Bogdan Alecsandru
  - Două vorbe, trei minciuni  – producători: Claudiu Mitcu, Ioachim Stroe, regia: Ioachim Stroe
  - Hanna & Flóra  – regia: Nagy Márton
  - Între marginile zilei  – producător: Elena Martin, regia: Andreea Lăcătuș
  - Toate neamurile  – producător: Alexandra Diaconu, regia: Alexandra Diaconu

- 2025 
  - Scurtmetraj de ficțiune— @Tiktok_Cowboy  – producător: Adrian Sitaru, regia: Anastaseu Ștefan
    - Alibaba  – producător: Cătălina Pistol, regia: Vlad Popa
    - Centimetric  – producători: Philip Găicean, Dragoș Bota, regia: Philip Găicean
    - Dansează Regina  – producători: Almir Almnasra, Maria Mitulescu, regia: Maria Mitulescu

- - Scurtmetraj de animație— White Noise  – producător: Alexia-Ioana Badea, regia: Alexia-Ioana Badea
    - Crescendo  – regia: Eugen Munteanu
    - Fracti  – regia: Lavinia Petrache